# Obergurig
Obergurig (górnołuż. Hornja Hórka) – miejscowość i gmina w Niemczech, w kraju związkowym Saksonia, w okręgu administracyjnym Drezno, w powiecie Budziszyn, wchodzi w skład wspólnoty administracyjnej Großpostwitz-Obergurig.